# Waroch, fils de Macliau
Waroch, ou Weroc, (mort en 594), fils du comte des Bretons Macliau, est le dirigeant d'un territoire situé dans le sud-ouest de l'Armorique dans l'ancienne cité gallo-romaine des Vénètes. Il règne entre 577 et 594 sur la région de Benetis (ancien nom de Vannes) qui deviendra le Bro Waroch (Broërec ou Bro-Erec), c'est-à-dire « territoire de Waroch », en son hommage.

## Patronymie
Waroch est également appelé Weroc ou Guerec. Weroc est dérivé du nom proto-germanique wer signifiant homme. Waroch et Waroc'h sont des germanisations de Grégoire de Tours.

## Biographie
En 578, Waroch s'empare de Vannes et impose sa domination sur le Bro-Waroch (Broërec); Chilpéric réagit et lève une armée en Touraine, Bessin, Maine, Anjou, Poitou. Les contingents saxons du Bessin sont battus par les Bretons sur la Vilaine aux environs du pont romain du Port-Neuf à Pléchâtel, alors frontière de la Bretagne. Waroch demande la paix et obtient Vannes moyennant le versement d'un tribut annuel, garanti par son fils donné en otage. Puis, il envoie à Chilpéric l'évêque Eunius de Vannes pour dénoncer le traité, et ce dernier est exilé par le roi franc.
L'année suivante, Waroch envahit le pays de Rennes jusqu'à Corps-Nuds (Cornutium vicum). Eunius, libéré, est envoyé à Angers pour négocier un accord. Refusant l'accord, le duc franc Beppolène ravage quelques places en Bretagne, ce qui attise la colère des Bretons. Ces derniers pillent les pays rennais et nantais, s'appropriant la vendange. L'évêque Félix de Nantes tente vainement de s’interposer.
En 587, Waroch envahit de nouveau le pays nantais. Les rois Gontran et Clotaire II lui envoient des émissaires, dont Namatius, évêque d’Orléans, et Bertrand, évêque du Mans, et un accord est conclu. Les chefs Bretons Waroch et Iudmaël (Vidimaclus) s'engagent à payer 1000 sous de dédommagement à chacun des rois ; mais Waroch s’empare de la vendange et emporte le vin à Vannes. Gontran menace d’envoyer une armée, mais n’en fait rien.
Les années suivantes, Waroch multiplie les coups de mains et les raids contre les comtés francs de Rennes et de Nantes, suspendant ses actes de guérilla pour d'incessantes palabres avec ceux-ci et promettant de reconnaître l'autorité franque, mais sans jamais le faire vraiment.
Waroch attaque de nouveau les pays rennais et nantais en 590. Cette fois, Gontran envoie des troupes dirigées par les ducs Beppolène et Ebrachaire, qui passent la Vilaine et marchent jusqu’à l'Oust. Frédégonde aurait envoyé au secours des Bretons des Saxons du Bessin contre Beppolène, qui est tué après trois jours de combat dans des marécages. Ebrachaire, avec le gros des troupes, avance vers Vannes. L'évêque de la ville Regalis lui ouvre les portes. Waroch tente de fuir par la mer, mais la tempête détruit sa flotte chargée de butin. Il se soumet à Ebrachaire, qui obtient d'autre part un serment de fidélité au roi franc de l'évêque et des habitants ruraux du Vannetais, qui semblent alors subir le joug des Bretons. Waroch donne son neveu en otage en gage de sa soumission au roi franc, mais son fils Canao attaque l'arrière garde de l'armée franque en retraite (les « inférieurs et les pauvres ») au passage de la Vilaine. Ceux qui ne sont pas tués sont réduits en esclavage. Plusieurs, par la suite, reçoivent de la femme de Waroch l'affranchissement par les cierges et les tablettes. Le reste de l'armée franque, qui craint les représailles des populations des pays qu'elle a ravagés à l'aller, rentre par l'Anjou jusqu'aux ponts de la Maine, puis met à sac la Touraine. Les survivants se justifient auprès de Gontran en accusant Ebrachaire et le comte Willichaire d'avoir vendu la retraite de l'armée à Waroch. Le roi chasse le duc quand celui-ci se présente et le comte préfère la fuite.
Waroch et son fils, peut-être à l'appel de Frédégonde, saccagent de nouveau les comtés de Nantes et de Rennes vers 593. Childebert II envoie contre eux une armée qui leur livre en 594 une bataille dont l'issue semble avoir été favorable aux Bretons. Frédégaire est le seul à la mentionner : « les armées des Francs et des Bretons, en se faisant la guerre, subissent l'une et l'autre de très lourdes pertes au combat ». Après cet épisode, Waroch et son fils ne sont plus mentionnés par les annalistes francs ou bretons. Waroch laisse néanmoins son empreinte dans la toponymie locale ; dès le IXe siècle, le comté de Vannes est aussi appelé Broërec, c'est-à-dire le pays de Waroch. Les actions de Waroch et de son fils semblent avoir été facilitées par les violents conflits familiaux opposant les rois mérovingiens.

## Titulature
Waroch a parfois été assimilé par certains érudits au roi Guerech, mentionné entre autres dans la vie de saint Gwenaël. C'est notamment le cas d'Arthur de La Borderie, qui, souhaitant articuler les chroniques historiques et les récits hagiographiques, dut se résoudre à créer deux Waroch afin de préserver un système chronologique cohérent. La Borderie introduit ainsi l'idée d'un Weroc Ier, successeur de Caradauc, père de sainte Trifine et de Canao, grand-père du Waroch historique, qu'il désigne sous le nom de Weroc II. Cette vision est aujourd'hui rejetée par l'historiographie moderne.
Le titre de comte était fréquemment utilisé au XIXe siècle pour désigner Waroch, celui de roi est plus rarement attribué[réf. nécessaire].

## Le «tombeau de Waroch»

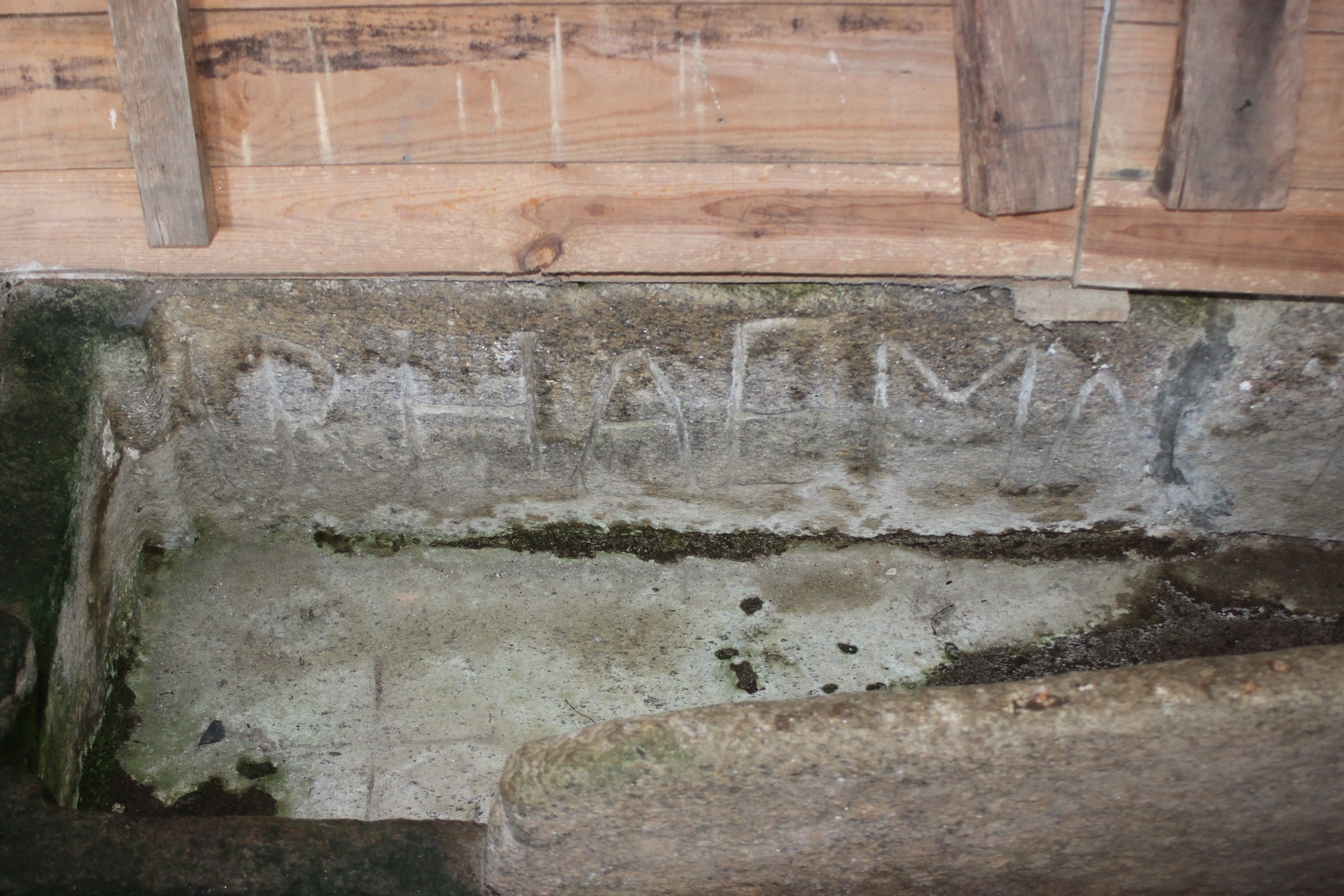
Le pseudo-sarcophage de Waroch et l'inscription de Lomarec.

Un sarcophage d'époque mérovingienne qui se trouve dans la chapelle de Lomarec en Crach et qui porterait une inscription en vieux breton : Irha Ema * in ri (« Ici repose un roi ») est parfois associé à Waroch.

## Généalogie
|                        |                        |                        |                        |                        |                        |               |               |                 |                 |                 |                 |                             |                          |                          |                          |                                            |                                            |                                            |                                            |                                            |                                            |       |       | Waroc'h (I)                 |                             |                             |                             |                             |                             |  |  |        |        |        |        |        |        |  |  |        |        |        |        |        |        |  |  |        |        |        |        |        |        |  |  |  |  |  |  |  |  |  |  |  |  |
|                        |                        |                        |                        |                        |                        |               |               |                 |                 |                 |                 |                             |                          |                          |                          |                                            |                                            |                                            |                                            |                                            |                                            |       |       |                             |                             |                             |                             |                             |                             |  |  |        |        |        |        |        |        |  |  |        |        |        |        |        |        |  |  |        |        |        |        |        |        |  |  |  |  |  |  |  |  |  |  |  |  |
|                        |                        |                        |                        |                        |                        |               |               |                 |                 |                 |                 |                             |                          |                          |                          |                                            |                                            |                                            |                                            |                                            |                                            |       |       |                             |                             |                             |                             |                             |                             |  |  |        |        |        |        |        |        |  |  |        |        |        |        |        |        |  |  |        |        |        |        |        |        |  |  |  |  |  |  |  |  |  |  |  |  |
| Conomor Comte de Poher | Conomor Comte de Poher | Conomor Comte de Poher | Conomor Comte de Poher | Conomor Comte de Poher | Conomor Comte de Poher |               |               | Sainte Tréphine | Sainte Tréphine | Sainte Tréphine | Sainte Tréphine | Sainte Tréphine             | Sainte Tréphine          |                          |                          | Macliau Évêque de Vannes Roi du Bro Waroch | Macliau Évêque de Vannes Roi du Bro Waroch | Macliau Évêque de Vannes Roi du Bro Waroch | Macliau Évêque de Vannes Roi du Bro Waroch | Macliau Évêque de Vannes Roi du Bro Waroch | Macliau Évêque de Vannes Roi du Bro Waroch |       |       | Canao Ier Roi du Bro Waroch | Canao Ier Roi du Bro Waroch | Canao Ier Roi du Bro Waroch | Canao Ier Roi du Bro Waroch | Canao Ier Roi du Bro Waroch | Canao Ier Roi du Bro Waroch |  |  | Garçon | Garçon | Garçon | Garçon | Garçon | Garçon |  |  | Garçon | Garçon | Garçon | Garçon | Garçon | Garçon |  |  | Garçon | Garçon | Garçon | Garçon | Garçon | Garçon |  |  |  |  |  |  |  |  |  |  |  |  |
| Conomor Comte de Poher | Conomor Comte de Poher | Conomor Comte de Poher | Conomor Comte de Poher | Conomor Comte de Poher | Conomor Comte de Poher |               |               | Sainte Tréphine | Sainte Tréphine | Sainte Tréphine | Sainte Tréphine | Sainte Tréphine             | Sainte Tréphine          |                          |                          | Macliau Évêque de Vannes Roi du Bro Waroch | Macliau Évêque de Vannes Roi du Bro Waroch | Macliau Évêque de Vannes Roi du Bro Waroch | Macliau Évêque de Vannes Roi du Bro Waroch | Macliau Évêque de Vannes Roi du Bro Waroch | Macliau Évêque de Vannes Roi du Bro Waroch |       |       | Canao Ier Roi du Bro Waroch | Canao Ier Roi du Bro Waroch | Canao Ier Roi du Bro Waroch | Canao Ier Roi du Bro Waroch | Canao Ier Roi du Bro Waroch | Canao Ier Roi du Bro Waroch |  |  | Garçon | Garçon | Garçon | Garçon | Garçon | Garçon |  |  | Garçon | Garçon | Garçon | Garçon | Garçon | Garçon |  |  | Garçon | Garçon | Garçon | Garçon | Garçon | Garçon |  |  |  |  |  |  |  |  |  |  |  |  |
|                        |                        |                        |                        |                        |                        |               |               |                 |                 |                 |                 |                             |                          |                          |                          |                                            |                                            |                                            |                                            |                                            |                                            |       |       |                             |                             |                             |                             |                             |                             |  |  |        |        |        |        |        |        |  |  |        |        |        |        |        |        |  |  |        |        |        |        |        |        |  |  |  |  |  |  |  |  |  |  |  |  |
|                        |                        |                        |                        |                        |                        |               |               |                 |                 |                 |                 |                             |                          |                          |                          |                                            |                                            |                                            |                                            |                                            |                                            |       |       |                             |                             |                             |                             |                             |                             |  |  |        |        |        |        |        |        |  |  |        |        |        |        |        |        |  |  |        |        |        |        |        |        |  |  |  |  |  |  |  |  |  |  |  |  |
|                        |                        |                        |                        | Saint Trémeur          | Saint Trémeur          | Saint Trémeur | Saint Trémeur | Saint Trémeur   | Saint Trémeur   |                 |                 | Waroch Roi du Bro Waroch    | Waroch Roi du Bro Waroch | Waroch Roi du Bro Waroch | Waroch Roi du Bro Waroch | Waroch Roi du Bro Waroch                   | Waroch Roi du Bro Waroch                   |                                            |                                            | Jacob                                      | Jacob                                      | Jacob | Jacob | Jacob                       | Jacob                       |                             |                             |                             |                             |  |  |        |        |        |        |        |        |  |  |        |        |        |        |        |        |  |  |        |        |        |        |        |        |  |  |  |  |  |  |  |  |  |  |  |  |
|                        |                        |                        |                        | Saint Trémeur          | Saint Trémeur          | Saint Trémeur | Saint Trémeur | Saint Trémeur   | Saint Trémeur   |                 |                 | Waroch Roi du Bro Waroch    | Waroch Roi du Bro Waroch | Waroch Roi du Bro Waroch | Waroch Roi du Bro Waroch | Waroch Roi du Bro Waroch                   | Waroch Roi du Bro Waroch                   |                                            |                                            | Jacob                                      | Jacob                                      | Jacob | Jacob | Jacob                       | Jacob                       |                             |                             |                             |                             |  |  |        |        |        |        |        |        |  |  |        |        |        |        |        |        |  |  |        |        |        |        |        |        |  |  |  |  |  |  |  |  |  |  |  |  |
|                        |                        |                        |                        |                        |                        |               |               |                 |                 |                 |                 | Canao Roi du Bro Waroch (?) |                          |                          |                          |                                            |                                            |                                            |                                            |                                            |                                            |       |       |                             |                             |                             |                             |                             |                             |  |  |        |        |        |        |        |        |  |  |        |        |        |        |        |        |  |  |        |        |        |        |        |        |  |  |  |  |  |  |  |  |  |  |  |  |